# Arnbjørn Hansen
Arnbjørn Theodor Hansen (ur. 27 lutego 1986 roku w Eiði, na Wyspach Owczych) – farerski piłkarz występujący na pozycji napastnika w klubie piłkarskim EB/Streymur z miejscowości Streymnes na wyspie Streymoy.

## Kariera klubowa
Swą karierę Arnbjørn Hansen zaczynał w juniorach stołecznego klubu HB Tórshavn, gdzie grał do 2003 roku. Następnie przeszedł do drużyny z mniejszej miejscowości Streymnes, młodszej od innych klubów na archipelagu, EB/Streymur. Tam wystąpił w swoim pierwszym sezonie, rozgrywając jednak tylko jeden, niecały mecz. Debiut ten odbył się 2 października 2004 w meczu ze Skála ÍF, przegranym 0-1 przez klub Hansena. Zawodnik ten wszedł w 61. minucie, zastępując Fróðiego Clementsena. Grał on wtedy z numerem 19.
Sezon 2005 również nie obfitował w występy tego zawodnika. Kilkukrotnie zajmował miejsce na ławce rezerwowych, nie wychodząc na murawę. Udało mu się to zrobić dopiero 7 sierpnia 2005, w meczu przeciwko VB Vágur zmienił Sorina Anghela (72. minuta), a jego drużyna wygrała wtedy 6-1. Jego drugi mecz nadszedł w kolejnej kolejce, 13 sierpnia 2005, kiedy EB/Streymur grali przeciwko ÍF Fuglafjørður. W meczu padł remis (1:1), a Hansen pojawił się na boisku w 78. minucie, kiedy zastąpił Knúta Vesturtúna.
Znacznie bardziej udanym był dlatego zawodnika sezon 2006, kiedy rozegrał 24 spotkania, z czego 23 ligowe i 1 pucharowy. Od 2. kolejki, czyli meczu wyjazdowego z HB Tórshavn (9 kwietnia 2006) występował już w pierwszym składzie, a swego pierwszego gola zdobył kolejce 9., 21 maja 2006, w wygranym 5-0 meczu przeciwko VB/Sumba. W sumie, w przeciągu całego sezonu zdobył ich jeszcze 10, plasując się wśród strzelców na wysokiej, szóstej pozycji, będąc przy okazji, ex aequo z Hansem Paulim Samuelsenem oraz Sorinem Anghelem najlepszym napastnikiem swego klubu. Od tamtego sezonu gra w zespole z numerem 22, jak to ma miejsce dzisiaj. Jego zespół odpadł wtedy w 1/8 Pucharu Wysp Owczych, a w lidze zajął drugie miejsce.
W sezonie 2007 pojawił się dopiero w meczu 12. kolejki 10 czerwca 2007 w meczu przeciw Skála ÍF, który jego klub przegrał 1:2, przez co zagrał jedynie w piętnastu spotkaniach ligowych. Jego zespół zajął wtedy po raz kolejny drugie miejsce w tabeli, a Hansen zdobył dla niego aż 14 bramek, co dało mu pozycję drugiego strzelca na archipelagu.
Jeśli chodzi o rozgrywki pucharowe w tamtym sezonie, to EB/Streymur tym razem wywalczył pierwsze miejsce w tym turnieju, a Hansen zagrał w czterech z pięciu spotkań, pomijając jedynie mecz ćwierćfinałowy. Najprawdopodobniej zawodnik zagrał ten zagrał też w meczach EB/Streymur z fińskim Myllykosken Pallo -47, z którym przegrali na wyjeździe 0:1, po remisie na własnym boisku 1:1, kończąc w ten sposób swoją rywalizację o Puchar UEFA 2007/2008.
Podczas sezonu 2008 Arnbjørn Hansen ponownie występował w barwach EB/Streymur. Rozegrał dwadzieścia sześć z dwudziestu siedmiu możliwych spotkań ligowych, pomijając jedynie mecz drugiej kolejki. Został także wtedy uhonorowany tytułem króla strzelców archipelagu, zdobywszy 20 bramek. Jego zespół został po raz pierwszy w swej historii mistrzem Wysp Owczych.
Puchar Wysp Owczych w piłce nożnej (2008) również przypadł w udziale drużynie ze Streymnes, która wygrała w finale z B36 Tórshavn 3:2. Hansen grał we wszystkich pięciu spotkaniach, zdobywając w półfinale swą pierwszą bramkę w pucharach i dodatkowe dwie w jednym z dwóch meczów finałowych.
Hansen zagrał także w obu meczach eliminacyjnych do Pucharu UEFA 2008/09, w których EB/Streymur musiało się zmierzyć z angielskim Manchester City. Oba mecze zespół z Wysp Owczych przegrał po 0:2, tym samym nie przedostając się do następnej fazy rozgrywek.
Kolejny sezon EB/Streymur zakończył na drugim miejscu w tabeli, a Hansen zagrał we wszystkich spotkaniach. Zdobył w nich siedemnaście bramek, czym zapewnił sobie tytuł wicekróla strzelców.
Tamtoroczny Puchar Wysp Owczych przypadł w udziale zespołowi Víkingur Gøta, kiedy pokonał EB/Streymur w finale 3-2. Arnbjørn Hansen zdobył trzy gole w pucharze, w tym jedną w finale.
W rozpoczętym niedawno sezonie 2010 Hansen zdołał strzelić, jak dotąd, dwa kole w lidze i jeden w Pucharze.
Hansen podczas całej kariery nie został jeszcze ukarany czerwoną kartką.

## Kariera reprezentacyjna
Początek kariery Hansena w reprezentacji Wysp Owczych miał miejsce w roku 2006, jednak zawodnik ten długi czas nie wychodził na murawę w meczach międzynarodowych. Do eliminacji w ramach Mistrzostw Świata 2010 zagrał jedynie w 3 meczach, nie zdobywając bramki. Trener podczas eliminacji wypuścił go na boisko dwa razy – na mecz z Austrią (1:1) oraz Litwą (0:1).
Dotychczas Hansen w meczach międzynarodowych wszedł na murawę trzynaście razy i zdobył trzy bramki. Pierwszego gola zdobył w wygranym 2-1 meczu przeciwko reprezentacji Litwy, w ramach eliminacji do Mistrzostw Świata 2010, 9 września 2010. Drugie trafienie zaliczył w wygranym 2-0 meczu eliminacyjnym do Euro 2012 przeciwko Estonii. Dobił wówczas piłkę po obronionym przez Sergeia Pareikę strzale Fróðiego Benjaminsena z rzutu karnego. Jego trzeci gol padł w przegranym 1-4 meczu z Irlandią w ramach eliminacji do Mistrzostw Świata w 2014 roku.